# Факс

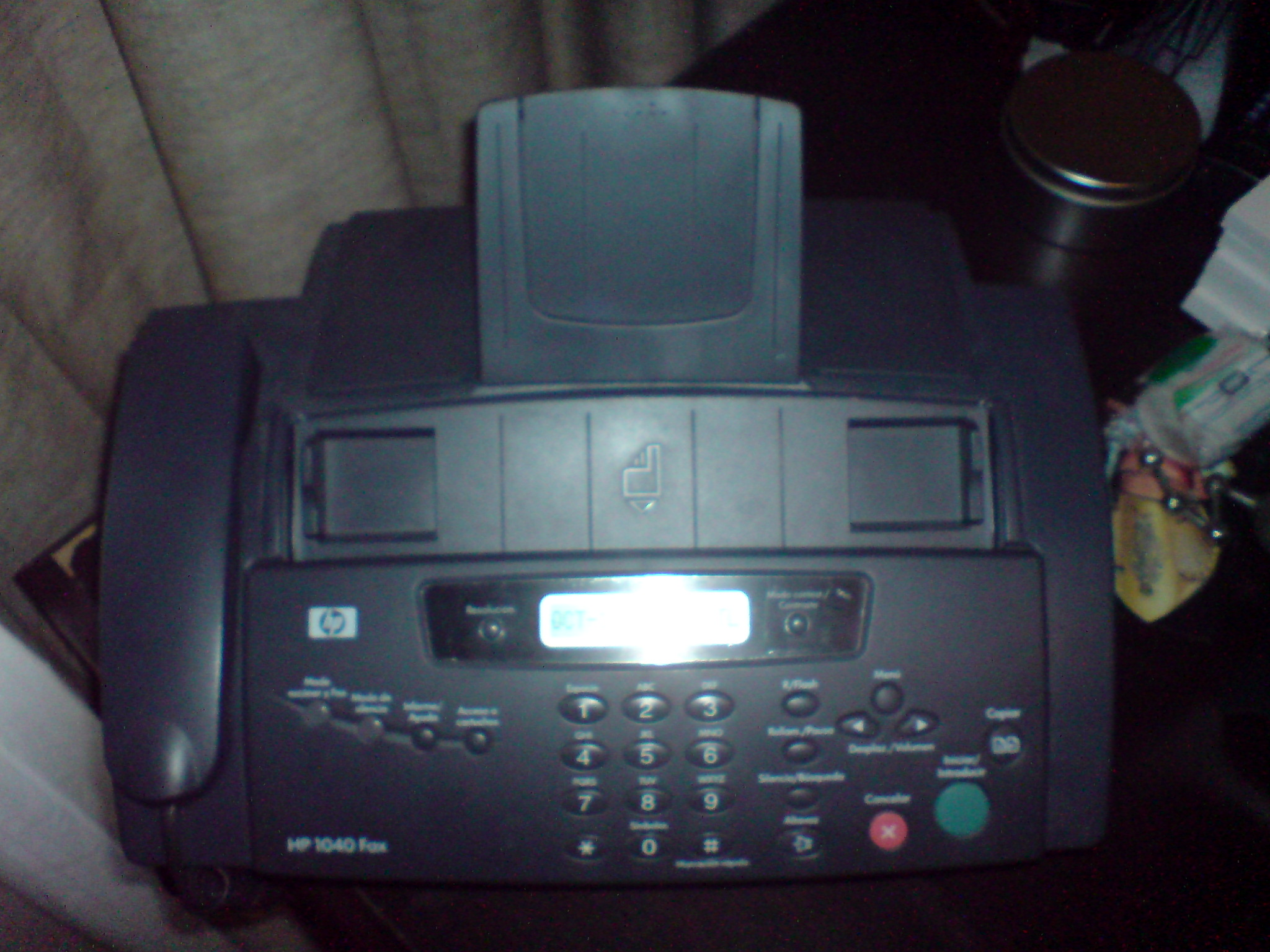
Факс

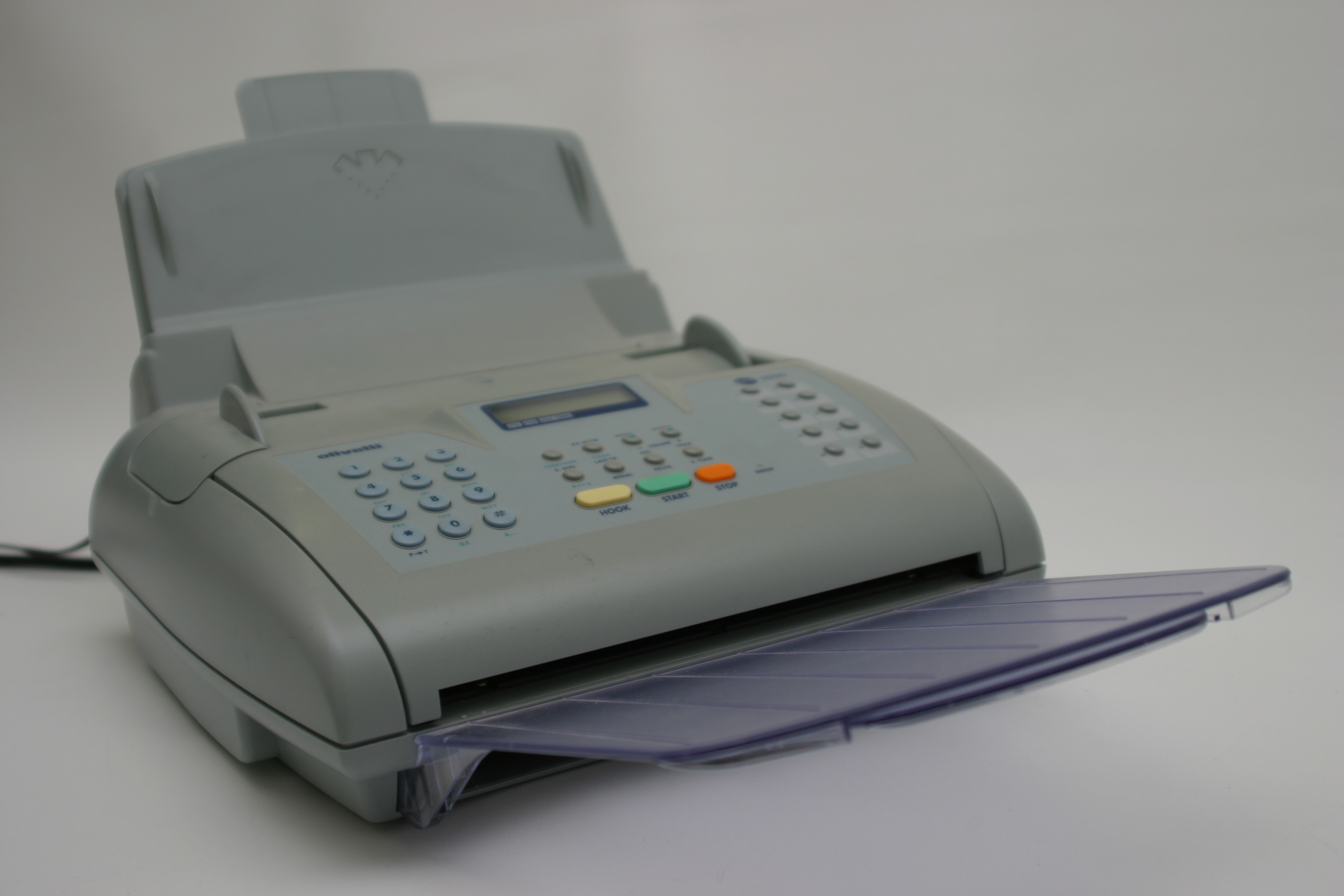

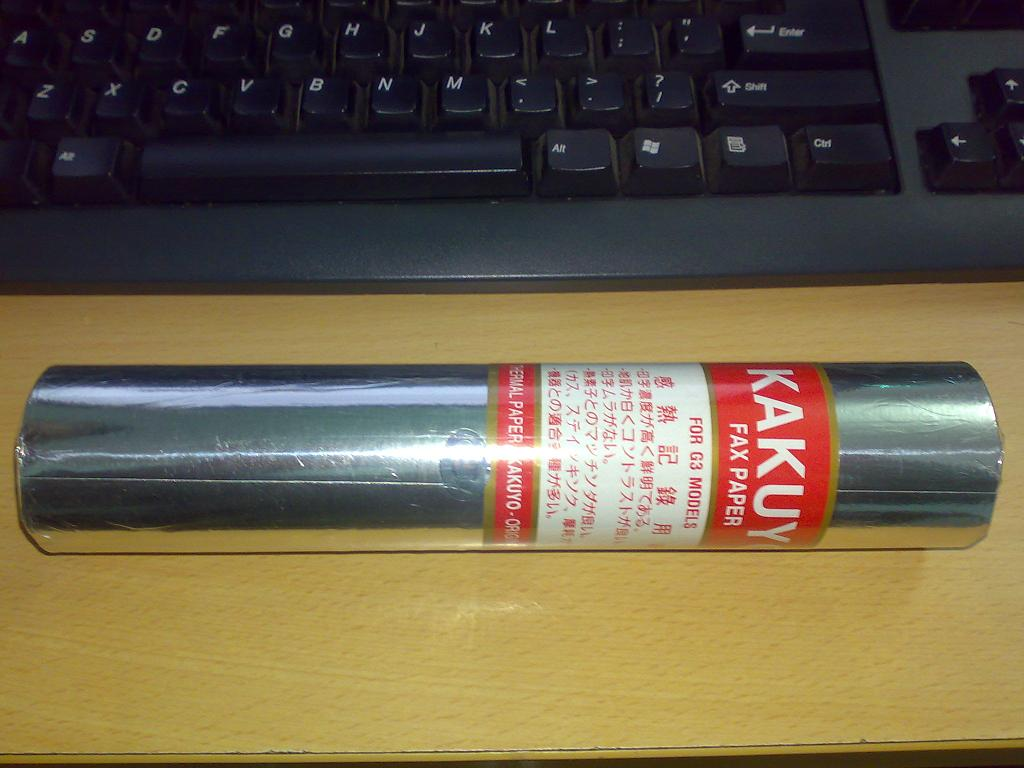
Папір для факсу

Факс — документ, що пересилається телефонними лініями.
Факсимільну машину теж скорочено називають факсом. В різних формах схожі машини існували ще з кінця XIX століття, однак сучасні пристрої стали поширеними починаючи з 1970 років внаслідок збільшення попиту та здешевлення апаратів.
З появою інтернету, ним стали користуватись як заміною факсимільного зв'язку, однак попри різні негативні прогнози, факсами й далі користуються. Факс, як і телефон, залишаються звичними (якщо не обов'язковими) атрибутами великих підприємств та державних організацій.
Останнім часом попит зсувається у сторону багатофункціональних офісних апаратів.

## Види факсів i типи
Розрізняють багатофункціональні і монофункціональні типи факсів. Дії, які можуть виконувати монофункціональні факси, обмежуються базовим набором — вони дозволяють приймати і відправляти повідомлення, виконувати звичайне копіювання листів, керувати записною книгою телефона, списками розсилки та іншим.
Багатофункціональний факс вміщує в собі наступні функції (або, принаймні, більшість): факсу, копіра, принтера, сканера, стаціонарного телефона.[джерело?]

### Технології друку
Факси також бувають кольорові і монохромні. Розрізняють такі види факсів, які працюють на термоплівці, термопапері, струменеві і лазерні факси.